# Anthelephila panelii
Anthelephila panelii es una especie de coleóptero de la familia Anthicidae.

## Distribución geográfica
Habita en el oeste de Adén.